# Trésor de la langue française
Le Trésor de la langue française (în română: Tezaurul limbii franceze), abreviat TLF, este un dicționar al limbii franceze din secolul al XIX-lea și secolul al XX-lea (1789-1960), publicat în 16 volume de Centrul de Cercetare pentru Tezaurul Limbii Franceze (Centre de Recherche pour un Trésor de la Langue Française) din 1971 până în 1994. Ediția electronică, Le Trésor de la langue française informatisé (TLFi), este disponibilă pe CD-ROM și pe Web.

## Statistică
- 100.000 de cuvinte
- 270.000 de definiții
- 430.000 de citate

## Volume
- 1971 : vol. 1 - A-Affiner, CXXXIV-878
- 1973 : vol. 2 - Affinerie-Anfractuosité, XIX-987
- 1974 : vol. 3 - Ange-Badin, XXIV-1206 ISBN 2-222-01623-1
- 1975 : vol. 4 - Badinage-Cage, XXIV-1166 ISBN 2-222-01714-9
- 1977 : vol. 5 - Cageot-Constat, XXIV-1425 ISBN 2-222-01977-X
- 1978 : vol. 6 - Constatation-Désobliger, XVI-1308 ISBN 2-222-02156-1
- 1979 : vol. 7 - Désobstruer-Épicurisme, XXIII-1343 ISBN 2-222-02383-1
- 1980 : vol. 8 - Épicycle-Fuyard, XIX-1364 ISBN 2-222-02670-9
- 1981 : vol. 9 - G-Incarner, XVIII-1338 ISBN 2-222-03049-8
- 1983 : vol. 10 - Incartade-Losangique, XXI-1381 ISBN 2-222-03269-5
- 1985 : vol. 11 - Lot-Natalité, XVIII-1339 ISBN 2-07-077011-7
- 1986 : vol. 12 - Natation-Pénétrer, XIX-1337 ISBN 2-07-077012-5
- 1988 : vol. 13 - Pénible-Ptarmigan, XIX-1449 ISBN 2-07-077013-3
- 1990 : vol. 14 - Ptère-Salaud, XVII-1451 ISBN 2-07-077014-1
- 1992 : vol. 15 - Sale-Teindre, XVIII-1451 ISBN 2-07-077015-X
- 1994 : vol. 16 - Teint-Zzz, XVIII-1452 ISBN 2-07-077016-8

## Legături externe
- Istoria TLF Arhivat în 28 februarie 2015, la Wayback Machine. fr
- Ediția on-line